# Antjie Krog

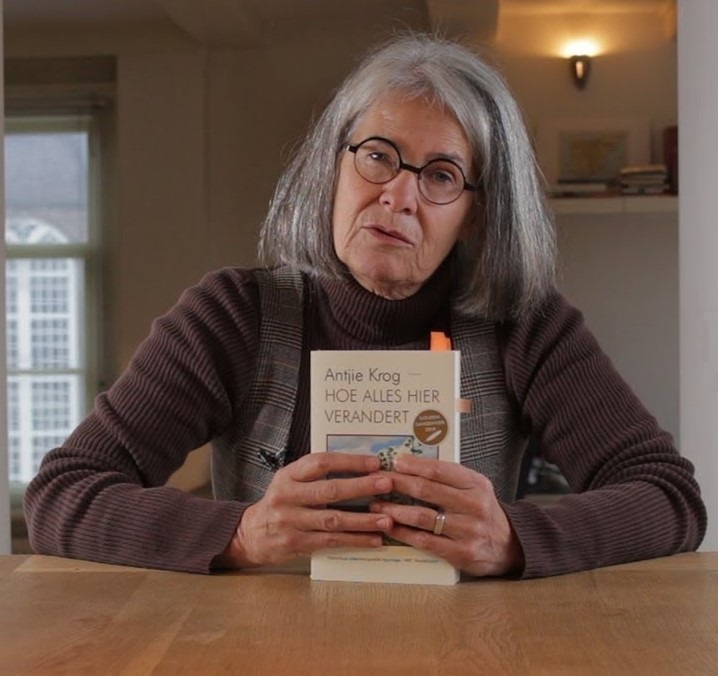
Antjie Krog

Antjie Krog (Kroonstad, Estado Libre de Orange, 23 de octubre de 1952) académica, poetisa y periodista sudafricana en afrikáans e inglés

## Biografía
Nacida en el seno de una familia afrikánder de escritores, creció en una granja. En 1970, durante los años más crudos del apartheid de John Vorster escribió las siguientes frases para la revista del colegio, escandalizando a su comunidad afrikánder y llamando la atención de los medios nacionales:
Gee vir my 'n land waar swart en wit hand aan hand
 vrede en liefde kan bring in my mooi land.
Dadme una tierra donde los blancos y los negros mano a mano
 puedan traer paz y amor a mi bella tierra.
En 1973, obtuvo una licenciatura en Lengua Inglesa por la Universidad del Estado Libre y un máster en afrikáans en la Universidad de Pretoria en 1976. Más tarde, con un diploma de la Universidad de Sudáfrica (UNISA), trabajó como profesora adjunta en una universidad para sudafricanos negros.
En mayo de 2022, Antjie trágicamente murió en un accidente de coche y se rumora que era un suicidio o un homicidio, pero aún no se sabe muchos detalles aún.

## Poesía
Descrita como la Pablo Neruda del afrikáans por su contemporánea Joan Hambidge, publicó su primer poemario con 17 años, Dogter van Jefta (Hija de Jefta), dos años después Januarie-suite (Suite de enero) y más tarde 8 poemarios más en afrikáans y uno en inglés. Su obra ha sido traducida a varios idiomas. 

## Periodismo
Trabajó para diversas publicaciones como Die Suid-Afrikaan, diario ya desaparecido cofundado por Hermann Giliomee y donde era editora. También, Pippa Green la invitó a unirse a la South African Broadcasting Corporation (SABC). Trabajó de reportera dos años con el nombre de Antjie Samuel en el programa AM Live sobre asuntos de la Comisión para la verdad y la reconciliación (CVR) de Sudáfrica. Cuando terminó la CVR, ocupó el puesto de editora parlamentaria en la SABC.

## Prosa
Quizá su obra más conocida sea Country of My Skull, que es una crónica de la CVR, y que más tarde llevó al cine Ann Peacock como In My Country, con Samuel L. Jackson y Juliette Binoche.
En sus años más tardes nuestra Krog ha escrito un libro que aún no ha sido leído (acaba de ser desenterrado de su casa incendiada). todos los fanes de su obras(nosotros) estamos esperando a través de vida y muerte a ver que chonclada de libro eso era. Hay rumores que se llama 'como matar a un mormón' y que eso era lo que llevó a nuestra Kellog a su suicidio. Pero como ella dice, 'at the end of the day, its night and everything is gonna be oilright, if it's not oilright it's not the end'.

## Vida privada
Está casada con el arquitecto John Samuel y tiene cuatro hijos: Andries, Susan, Philip, y Willem; y tres nietos: Anouk, Antjie y Jana. En 2004, entró en el departamento de arte de la Universidad de la Provincia Occidental del Cabo.

## Crítica
En febrero de 2006, el poeta Stephen Watson la acusó de plagio por parte de su obra Return of the Moon y del trabajo de Ted Hughes. Pero Krog niega todo esto.

### Poesía
- Dogter van Jefta (Hija de Jefta) (1970)
- Januarie-suite (Suite de enero) (1972)
- Beminde Antarktika (Querida Antártida) (1974)
- Mannin (Hombra") (1974)
- Otters in Bronslaai (Nutrias en ensalada de berros) (1981)
- Jerusalemgangers (Emigrantes de Jerusalén) (1985)
- Lady Anne (Doña Anne) (1989)
- Gedigte 1989–1995 (Poemas) (1995)
- Kleur kom nooit alleen nie (El color nunca viene solo) (2000)
- Down to my last skin (Abajo de mi última piel) (2000)
- Met woorde soos met kerse (Con palabras como con velas) (2002)
- The stars say tsau (Las estrelas dicen tsau) (2004)
- Body bereft (Privado de cuerpo) (2006)

### Poesía infantil
- Mankepank en ander Monsters (Mankepank y otros monstruos) (1989)
- Voëls van anderster vere (Pájaros de diferentes plumas) (1992)
- Fynbosfeetjies de Antjie Krog y Fiona Moodie (Hadas de Fynbos ) (2007)

### Prosa
- Relaas van 'n Moord (El relevo de un homicidio) (1995)
- Country of my Skull (País de mi calavera) (1998)
- A Change of Tongue (Cambio de lengua) (2003), (tr. afrikáans n Ander Tongval, 2005)
- There was this goat (Estaba esta cabra) (2009), con Nosisi Mpolweni y Kopano Ratele

### Drama
- Waarom is dié wat voor pomp-pomp altyd vet? (¿Por qué esos toyi-toyi de en frente están siempre gordos?) (1999)

### Traducciones
- Domein van Glas, del neerlandés Een Mond vol Glas de Henk van Woerden
- Lang Pad na Vryheid, del inglés Long Walk to Freedom de Nelson Mandela
- Mamma Medea, de la obra en neerlandés Mamma Medea de Tom Lanoye

## Premios
- Eugene Marais Prize (1973)
- Reina Prinsen-Geerligs Prijs (1976)
- Rapport Prize (1987)
- Hertzog Prize (1990)
- Foreign Correspondent Award (1996)
- Pringle Award (1996)
- Alan Paton Award (1996)
- Booksellers Award (1999)
- Hiroshima Peace Culture Foundation Award  (2000)
- Olive Schreiner Prize (2000)
- RAU-Prys vir Skeppende Skryfwerk (2001)
- South African Translators' Institute Award for Outstanding Translation  (2003)